# Порос (Новосибірська область)
Порос (рос. Порос) — селище у Мошковському районі Новосибірської області Російської Федерації.
Входить до складу муніципального утворення робітниче селище Мошково. Населення становить 34 особи (2010).

## Історія
Згідно із законом від 2 червня 2004 року органом місцевого самоврядування є робітниче селище Мошково.

## Населення
| 2002 | 2007 | 2010 |
| ---- | ---- | ---- |
| 44   | ↘25  | ↗34  |